# 4465 Rodita
4465 Rodita è un asteroide della fascia principale. Scoperto nel 1969, presenta un'orbita caratterizzata da un semiasse maggiore pari a 2,4370990 UA e da un'eccentricità di 0,1326725, inclinata di 3,28856° rispetto all'eclittica.